# Euploea donada
Euploea donada är en fjärilsart som beskrevs av Hans Fruhstorfer 1910. Euploea donada ingår i släktet Euploea och familjen praktfjärilar. Inga underarter finns listade i Catalogue of Life.